# Чемпіонат світу з кросу 1994
Чемпіонат світу з кросу 1994 був проведений 26 березня в Будапешті.
Траса змагань була прокладена на іподромі «Кінчем Парк».
Місце кожної країни у командному заліку серед дорослих чоловічих команд визначалося сумою місць, які посіли перші шестеро спортсменів цієї країни. При визначенні місць дорослої жіночої та обох юніорських команд брались до уваги перші чотири результати відповідно.

## Чоловіки
| Першість | Золото | Золото                             | Срібло | Срібло                            | Бронза | Бронза                           |
| -------- | --- | ---------------------------------- | --- | --------------------------------- | --- | -------------------------------- |
| Особиста | Вільям Сігеї Кенія | 34.29                              | Саймон Чемоїйво Кенія | 34.30                             | Хайле Гебрселассіє Ефіопія | 34.32                            |
| Командна | КеніяВільям Сігеї Саймон Чемоїйво Пол Тергат Джеймс Сонгок Шем Корорія Домінік Кіруї Вілсон Омвойо Вільям Кіптум Джозеф Каріукі | 34 очки1 2 4 6 9 12 (17) (30) (48) | МароккоХалід Сках Салех Гіссу Еларбі Гаттабі Халід Буламі Мохамед Іссангар Брахім Лахлафі Брахім Бутаєб Гамму Бутаєб Аззеддін Седікі | 835 11 14 15 16 22 (26) (31) (80) | ЕфіопіяХайле Гебрселассіє Аддіс Абебе Аєле Мезгебу Ібрагім Саїд Тегену Абебе Лемі Ерпасса Джіло Дубе Феїса Мелесе Дебеле Ассефа | 1333 7 8 35 37 43 (85) (94) (97) |

| Першість | Золото                                                                              | Золото                    | Срібло                                                                                    | Срібло               | Бронза | Бронза                  |
| -------- | ----------------------------------------------------------------------------------- | ------------------------- | ----------------------------------------------------------------------------------------- | -------------------- | --- | ----------------------- |
| Особиста | Філіп Мосіма Кенія                                                                  | 24.15                     | Данієль Комен Кенія                                                                       | 24.17                | Абрехам Ціге Ефіопія                                                                                                | 24.46                   |
| Командна | КеніяФіліп Мосіма Данієль Комен Філіп Кемеї Давід Бусьєнеї Джон Бунгеї Вілсон Мусто | 18 очок1 2 4 11 (19) (81) | ЕфіопіяАбрехам Ціге Алемаєху Лемма Тібебу Рета Текаленьє Шеває Толоса Гебре Фекаду Бекеле | 273 5 7 12 (13) (22) | МароккоСалах ель Газі Абдельмаджід ель Бубкарі Мохамед ель Гаттаб Абделлах ель Марраф Мохамед Ахансаль Мохамед Амин | 7810 18 20 30 (35) (48) |

## Жінки
| Першість | Золото | Золото                     | Срібло                                                                      | Срібло                 | Бронза                                                                                | Бронза                 |
| -------- | --- | -------------------------- | --------------------------------------------------------------------------- | ---------------------- | ------------------------------------------------------------------------------------- | ---------------------- |
| Особиста | Гелен Чепнгено Кенія | 20.45                      | Катеріна Мак-Кірнан Ірландія                                                | 20.52                  | Марія Консейсан Феррейра Португалія                                                   | 20.52                  |
| Командна | ПортугаліяМарія Консейсан Феррейра Марія Альбертіна Діаш Фернанда Рібейру Моніка Гама Карла Сакраменту Ана Паула Олівейра | 55 очок3 5 10 37 (73) (85) | ЕфіопіяМеріма Денбоба Гете Урге Аша Гігі Берхане Адере Гете Вамі Мама Амеле | 654 14 19 28 (34) (96) | КеніяГелен Чепнгено Джойс Чепчумба Джейн Оморо Геллен Кімайо Пасіфіка Монда Лея Малот | 751 18 25 31 (36) (81) |

| Першість | Золото                                                                                  | Золото                 | Срібло                                                                                     | Срібло                  | Бронза                                                                                      | Бронза                 |
| -------- | --------------------------------------------------------------------------------------- | ---------------------- | ------------------------------------------------------------------------------------------ | ----------------------- | ------------------------------------------------------------------------------------------- | ---------------------- |
| Особиста | Саллі Барсосіо Кенія                                                                    | 14.04                  | Роуз Черуйот Кенія                                                                         | 14.05                   | Елізабет Чептануї Кенія                                                                     | 14.15                  |
| Командна | КеніяСаллі Барсосіо Роуз Черуйот Елізабет Чептануї Рут Бівот Наомі Муго Памела Чепчумба | 11 очок1 2 3 5 (6) (7) | ЕфіопіяШура Готеса Бірхан Даньє Абебе Тола Лейла Аман Етафераху Тарекеньє Єші Гебрселассіє | 469 10 13 14 (16) (113) | ЯпоніяМіядзакі Адзумі Сугавара Міва Хагінага Канако Йокоцука Сатіко Такахасі Тіємі Уено Ріе | 608 15 18 19 (24) (31) |

## Медальний залік
| Місце               | Країна              | Золото | Срібло | Бронза | Загалом |
| ------------------- | ------------------- | ------ | ------ | ------ | ------- |
| 1                   | Кенія               | 7      | 3      | 2      | 12      |
| 2                   | Португалія          | 1      | 0      | 1      | 2       |
| 3                   | Ефіопія             | 0      | 3      | 3      | 6       |
| 4                   | Марокко             | 0      | 1      | 1      | 2       |
| 5                   | Ірландія            | 0      | 1      | 0      | 1       |
| 6                   | Японія              | 0      | 0      | 1      | 1       |
| Загалом (6 збірних) | Загалом (6 збірних) | 8      | 8      | 8      | 24      |

## Українці на чемпіонаті
1994 року українські кросмени вперше в історії взяли участь на чемпіонаті світу з кросу в складі збірної України.

### Чоловіки
| місце • 1144 очки                        |       |
| Атлет                                    | Місце |
| ---------------------------------------- | ----- |
| Валерій Чесак Дніпропетровська область   | 126   |
| Віктор Роговий Київ                      | 128   |
| Андрій Гладишев Київська область         | 177   |
| Віталій Мельцаєв Донецька область        | 223   |
| Олександр Кузін Дніпропетровська область | 230   |
| Ігор Сурла Чернівецька область           | 260   |

| місце • 431 очко                       |       |
| Атлет                                  | Місце |
| -------------------------------------- | ----- |
| Сергій Лебідь Дніпропетровська область | 33    |
| Микола Новицький Київ                  | 100   |
| Микола Захаров АР Крим                 | 142   |
| Роман Івасів Івано-Франківська область | 156   |

### Жінки
| місце • 214 очок                        |       |
| Атлетка                                 | Місце |
| --------------------------------------- | ----- |
| Тамара Коба Дніпропетровська область    | 42    |
| Тетяна Біловол Одеська область          | 53    |
| Світлана Мирошник Харківська область    | 58    |
| Тетяна Позднякова Вінницька область     | 61    |
| Юлія Ковальова Дніпропетровська область | (75)  |

| місце • 291 очко                  |       |
| Атлетка                           | Місце |
| --------------------------------- | ----- |
| Ірина Скиба Львівська область     | 49    |
| Ірина Неделенко Донецька область  | 61    |
| Оксана Іщук Тернопільська область | 81    |
| Людмила Грисько Львівська область | 100   |

## Відео
- Підсумки чемпіонату на YouTube